# Stina Kagevi
Stina Karin Elisabet Kagevi (Stockholm, 28 augustus 2005) is een Zweeds wielrenster.

## Carrière
Als juniore werd Kagevi tweemaal nationaal kampioen op de weg en eenmaal in het tijdrijden. Op het Europese kampioenschap van 2023 werd ze, achter Federica Venturelli, tweede in de tijdrit.
In 2024 maakte Kagevi de overstap naar het Noorse Team Coop-Repsol. Haar debuut voor de ploeg maakte ze in de Tour Down Under. Later dat jaar won ze een tijdrit in zowel de Ronde van Polen als de Ronde van Portugal. In het nationale kampioenschap tijdrijden bij de eliterensters waren enkel Lisa Nordén en Ebba Granqvist sneller. In september van dat jaar werd Kagevi geselecteerd voor deelname aan zowel de tijdrit als de wegwedstrijd op het wereldkampioenschap. Plek 29 in de tijdrit, op meer dan drie minuten van winnares Grace Brown, was haar beste uitslag. In 2025 werd Kagevi nationaal kampioene tijdrijden: in Uppsala bleef ze Ella Wahlström en Julia Borgström meer dan een minuut voor.

## Palmares

### Overwinningen
2022
 Zweeds kampioene op de weg, Junioren
2023
 Zweeds kampioene tijdrijden, Junioren
 Zweeds kampioene op de weg, Junioren
2024
1e etappe Ronde van Polen
5e etappe Ronde van Portugal
2025
 Zweeds kampioene tijdrijden, Elite

### Resultaten in voornaamste wedstrijden
| Jaar | Ronde van Italië | Ronde van Frankrijk | Ronde van Spanje |
| ---- | ---------------- | ------------------- | ---------------- |
| 2024 |                  |                     | 76e              |
| 2025 |                  |                     | 21e              |

| Jaar | Ronde van Vlaanderen | Parijs-Roubaix | Amstel Gold Race | Luik-Bast.‑Luik |  | WK op de weg |
| ---- | -------------------- | -------------- | ---------------- | --------------- |  | ------------ |
| 2024 |                      | buit.tijd      |                  | opgave          |  | 75e          |
| 2025 | 75e                  |                | 77e              | 57e             |  |              |

## Ploegen
- 2024 –  Team Coop-Repsol
- 2025 –  Team Coop-Repsol

Dale · Grangier · Greenwood · Jørgensen · Kagevi · Lind · Mohr · Rånes Bye · van Rooijen · Tacey · Tuisk · Ytterhus Haugset